# 3e Luftwaffen-Feldkorps
Het Duitse 3e Luftwaffen-Feldkorps (Duits: Generalkommando III. Luftwaffen-Feldkorps) was een Duits legerkorps van de Wehrmacht tijdens de Tweede Wereldoorlog. Het korps kwam allen in actie aan het *Oostfront (Tweede Wereldoorlog).

## Krijgsgeschiedenis

### Voorgeschiedenis
Na de zware verliezen van het Duitse leger in de winter van 1941/42 en het daaropvolgende zomeroffensief aan het oostfront konden de legereenheden niet meer volledig worden opgevuld. De grondorganisaties van de Luftwaffe hadden daarentegen nog steeds voldoende opgeleid personeel. Met "Führer Order" van 12 september 1942 beval Adolf Hitler dat de Luftwaffe 200.000 man moest overdragen aan het leger. De opperbevelhebber van de Luftwaffe, Hermann Göring, was hier tegen en was in staat Adolf Hitler te overtuigen om de soldaten te verzamelen in "Luftwaffen-Felddivisies". Deze divisies zouden onder de Luftwaffe moeten blijven. Voor de bevelvoering van de nieuwe divisies werden "Luftwaffen-Feldkorps" opgericht. Vanwege de kritische situatie aan het oostfront moesten de nieuw gevormde eenheden zonder voldoende training aan het front worden ingezet. De slecht opgeleide eenheden leden ook onder leiderschapsfouten van de onvoldoende opgeleide officieren. Na zware verliezen werden de divisies op 1 november 1943 in het leger genomen en ook de Luftwaffen-Feldkorpsen werden allemaal omgevormd.

### Oprichting

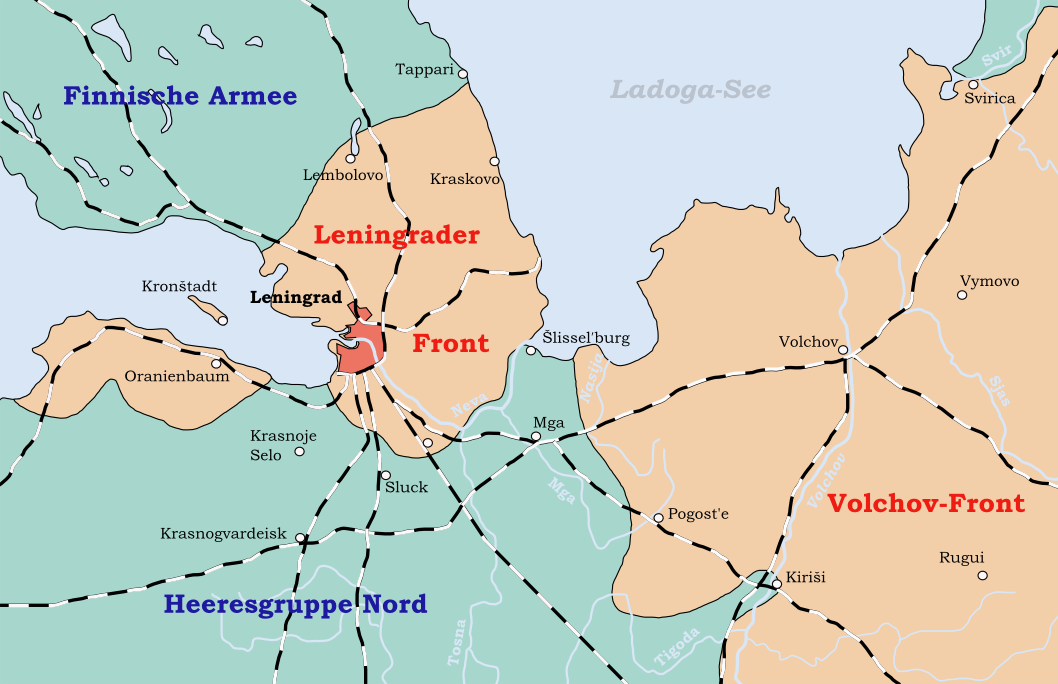
De situatie nabij Leningrad met het Oranienbaum bruggehoofd geheel links

Het 3e Luftwaffen-Feldkorps werd opgericht op 16 november 1942 in Gorza (gebied Sosnovy Bor).

### Inzet
Het korps werd vanaf zijn oprichting tot zijn terugtrekking van het front, alleen ingezet ter afgrendeling/verdediging van het Sovjet Oranienbaum bruggenhoofd. Ook gedurende deze gehele tijd voerde het korps het bevel over de 9e en 10e Luftwaffen-Felddivisies. Het Oranienbaum bruggenhoofd was een strook land ten westen van Leningrad aan de kust van de Finse Golf. Deze strook was ongeveer 60 km lang en 25 km diep, en werd tussen september 1941 en januari 1944 verdedigd door Sovjet troepen.

Het 3e Luftwaffen-Feldkorps werd op 1 november 1943 uit het front genomen en omgedoopt tot 2e Flakkorps (II. Flakkorps).

## Bovenliggende bevelslagen
| Leger     | Legergroep        | Plaats/regio | Begin            | Eind            |
| --------- | ----------------- | ------------ | ---------------- | --------------- |
| 18. Armee | Heeresgruppe Nord | Oraniembaum  | 16 november 1942 | 1 november 1943 |

## Commandanten

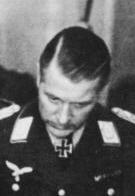
General Job Odebrecht

| Rang                                                               | Naam          | Begin            | Eind            |
| ------------------------------------------------------------------ | ------------- | ---------------- | --------------- |
| Generalleutnant General der Flakartillerie (vanaf 1 december 1942) | Job Odebrecht | 16 november 1942 | 1 november 1943 |